# Ніборк (Вармінсько-Мазурське воєводство)
Ніборк (пол. Nibork, нім. Neberg) — село в Польщі, у гміні Сорквіти Мронґовського повіту Вармінсько-Мазурського воєводства.
Населення — 168 осіб (2011).

## Демографія
Демографічна структура станом на 31 березня 2011 року:
|          | Загалом | Допрацездатний вік | Працездатний вік | Постпрацездатний вік |
| -------- | ------- | ------------------ | ---------------- | -------------------- |
| Чоловіки | 80      | 18                 | 56               | 6                    |
| Жінки    | 88      | 20                 | 54               | 14                   |
| Разом    | 168     | 38                 | 110              | 20                   |